# ExtermiNation
ExtermiNation è il tredicesimo album in studio del gruppo musicale Speed metal Raven, pubblicato nel 2015.

## Tracce
1. Destroy All Monsters – 6:00
2. Tomorrow – 4:24
3. It's Not What You Got – 3:26
4. Fight – 4:01
5. Battle March/Tank Treads (The Blood Runs Red) – 5:24
6. Feeding the Monster – 3:40
7. Fire Burns Within – 4:56
8. Scream – 3:01
9. One More Day – 5:10
10. Thunder Down Under – 4:47
11. No Surrender – 3:52
12. Golden Dawn – 0:53
13. Silver Bullet – 4:12
14. River of No Return – 5:22
15. Malice in Geordieland – 3:04

## Formazione
- John Gallagher - voce, chitarra e basso
- Mark Gallagher - chitarra
- Joe Hasselvander - batteria